# Hidrocarburo halogenado
Hidrocarburos que contienen algún hidrógeno de la molécula sustituido por algún átomo del grupo de los halógenos (flúor, cloro, bromo o yodo). Dentro de esta clasificación se incluyen tanto los hidrocarburos alifáticos o aromáticos, como el benceno y sus derivados.
Generalmente estos compuestos se obtienen a partir de los correspondientes alcanos, mediante reacciones como la sustitución electrófila aromática en el caso de los hidrocarburos aromáticos y las reacciones de halogenación radicalaria en el caso de los hidrocarburos alifáticos. En cuanto a la facilidad de síntesis, los fluoroalcanos se sintetizan de manera radicalaria de forma muy exotérmica, casi explosiva, disminuyendo la reactividad conforme bajamos en el grupo (cloro, bromo y yodo) hasta llegar al yodo donde la reacción es endotérmica. Las mejores halogenaciones se hacen con cloro y bromo.
Químicamente, la halogenación de un alcano redunda en una disminución de la reactividad de la molécula al formarse un enlace más estable que en el caso del C-H y que además impide la oxidación del carbono (tenemos el ejemplo extremo de los CFC's, que son muy estables frente al oxígeno y a otros reactivos que usualmente reaccionarían con los alcanos).
Físicamente, la adición de átomos muy electronegativos y más pesados que el hidrógeno a un alcano provoca un aumento de la masa molecular y el incremento de las fuerzas de Van der Waals entre moléculas, lo que tiene como consecuencia que estos compuestos aparezcan como líquidos antes que sus homólogos hidrogenados. Esto ha sido utilizado en clorofluorocarburos en sistemas de refrigeración, por su estabilidad química y sus elevadas entalpías de vaporización.etc
Algunos ejemplos de ellos son los siguientes:
CH3-CH2-CH2-Cl   1-cloropropano
- Datos: Q5897123